# Neukirchen (Weilerswist)
Neukirchen is een plaats in de Duitse gemeente Weilerswist, deelstaat Noordrijn-Westfalen.